# Уитт, Александр
Александр Уитт (англ. Alexander Witt, род. 1952) — голливудский кинематографист, работающий в основном в качестве оператора и режиссёра второй команды. Единственным фильмом, снятым им в качестве главного режиссёра является картина 2004 года «Обитель зла 2: Апокалипсис». Уитт также был режиссёром второй команды на фильмах о Джеймсе Бонде «Казино Рояль» в 2006, и «007: Координаты «Скайфолл»» в 2012 году.

## Жизнь и карьера
Из интервью 2004 года на IGNон Уитт говорит следующее: «я родился в Чили, моя семья происходит от немецких корней. С семьей мы переехали в Мексику, из Мексики в 73-м году я переехал в Европу, где начал работать в кино. Я начал работать в Arriflex, компания, которая делает камеры. Я работал там в течение года, меня признали как стажера года, работая в отделе звука, в лаборатории, в студии, с фактическими постановками, а также собирая камеры. В Европе, я прожил три года, а потом, в 76-м, снял свой первый фильм в качестве ассистента оператора, фильм назывался „21 час в Мюнхене“. Не останавливаясь, я перешёл к фокусному пуллеру. Я снимал рекламные ролики, в конце 80-х и начале 90-х. Работал с Яном де Бонтом и делал его второй блок в качестве DP-оператора,. Именно он действительно дал мне некий опыт скорости, чтобы начать руководить вторым блоком».
Витт работает главным образом в качестве второго режиссёра и кинематографиста, работал над множеством фильмов, начиная от «гладиатора» и заканчивая «Золушкой». Он сотрудничал с режиссёром Ридли Скоттоми и был режиссёром-постановщиком в его фильме «Тело лжи» 2007года . Он дебютировал в качестве режиссёра в 2004 году с экранизацией видеоигры «Resident Evil: Apocalypse». Витт также был вторым режиссёром фильма о Джеймсе Бонде «Казино Рояль» (2006), «Скайфолл» (2012), «призрак» (2015) и «нет времени умирать» (2020).

## Фильмография

### Режиссёр
- 2004 — Обитель зла 2: Апокалипсис / Resident Evil: Apocalypse

### Оператор second unit
- 1985 — Жемчужина Нила
- 1990 — Охота за «Красным октябрём»
- 1992 — Смертельное оружие 3
- 1992 — Чаплин
- 1995 — Денежный поезд
- 1995 — Правое дело
- 1996 — Смерч
- 1997 — Скорость 2
- 1999 — Инспектор Гаджет
- 1999 — Силы природы
- 2000 — Вспоминая Титанов
- 2000 — Гладиатор
- 2001 — Ганнибал
- 2002 — Идентификация Борна
- 2002 — Три икса
- 2003 — Голливудские копы
- 2003 — Пираты Карибского моря: Проклятие черной жемчужины
- 2003 — Сорвиголова
- 2006 — Казино «Рояль»
- 2007 — Гангстер
- 2009 — Опасные пассажиры поезда 123
- 2010 — Город воров
- 2010 — Принц Персии: Пески времени
- 2010 — Робин Гуд
- 2011 — Люди Икс: Первый класс
- 2011 — Форсаж 5
- 2012 — 007: Координаты «Скайфолл»
- 2012 — Код доступа «Кейптаун»
- 2014 — Геракл
- 2015 — 007: Спектр
- 2015 — Золушка
- 2015 — Терминатор: Генезис
- 2017 — Сначала они убили моего отца
- 2018 — Мстители: Война бесконечности
- 2018 — Птичий короб

### Оператор
- 2008 — Совокупность лжи

### Режиссёр second unit
- 1994 — Скорость
- 1995 — Денежный поезд
- 1996 — Смерч
- 1997 — Почтальон
- 1997 — Скорость 2
- 1999 — Инспектор Гаджет
- 1999 — Силы природы
- 2000 — Вспоминая титанов
- 2000 — Гладиатор
- 2001 — Ганнибал
- 2002 — Идентификация Борна
- 2002 — Три икса
- 2003 — Голливудские копы
- 2003 — Ограбление по-итальянски
- 2003 — Пираты Карибского моря: Проклятие черной жемчужины
- 2003 — Сорвиголова
- 2004 — Идальго
- 2005 — Эон Флакс
- 2006 — Казино «Рояль»
- 2006 — Она — мужчина
- 2007 — Гангстер
- 2008 — Золото дураков
- 2009 — Опасные пассажиры поезда 123
- 2010 — Город воров
- 2010 — Принц Персии: Пески времени
- 2010 — Робин Гуд
- 2011 — Люди Икс: Первый класс
- 2011 — Форсаж 5
- 2012 — 007: Координаты «Скайфолл»
- 2012 — Код доступа «Кейптаун»
- 2014 — Геракл
- 2015 — 007: Спектр
- 2015 — Золушка
- 2015 — Терминатор: Генезис
- 2018 — Мстители: Война бесконечности
- 2018 — Птичий короб